# Guerra civile romana (44-31 a.C.)
La guerra civile romana fu il complesso e confuso periodo storico della Repubblica romana compreso tra il 44 a.C. e il 31 a.C. che ebbe inizio con l'assassinio di Cesare e terminò con la battaglia di Azio, l'assedio di Alessandria d'Egitto e il suicidio di Cleopatra e Marco Antonio. Durante questo periodo si alternarono fasi di contrasto bellico, principalmente tra Marco Antonio, il più abile luogotenente di Gaio Giulio Cesare, e l'erede del dittatore Cesare Ottaviano, con periodi di precario accordo tra le due fazioni codificate nel cosiddetto secondo triumvirato. Nella fase di accordo, i due principali contendenti ebbero modo anche di distruggere insieme la fazione repubblicana dei cesaricidi nella battaglia di Filippi.
Dopo un continuo variare di alleanze e alterne vicende, infine l'intento egemonico di Ottaviano e la politica incoerente e orientaleggiante a favore della regina d'Egitto Cleopatra da parte di Marco Antonio resero inevitabile uno scontro finale nel 31-30 a.C. che si concluse con la sconfitta e la morte di quest'ultimo e con il definitivo predominio di Ottaviano, il quale poté ben presto riorganizzare completamente lo stato romano ponendo le basi dell'Impero.

## Contesto storico
Il 15 marzo del 44 a.C. un gruppo di senatori, che si consideravano custodi e difensori della tradizione e dell'ordinamento repubblicani, assassinò il dittatore Gaio Giulio Cesare, convinti che il loro gesto avrebbe avuto il sostegno del popolo. Le loro previsioni si rivelarono però sbagliate e allora, rifugiatisi in Campidoglio, i cesaricidi decisero di attendere là l'evolversi degli eventi, lasciando in questo modo l'iniziativa agli stretti collaboratori del defunto dittatore: Marco Antonio e Marco Emilio Lepido.
Dopo lo sgomento iniziale seguito all'uccisione di Cesare, Antonio prese in mano la situazione e si fece consegnare da Calpurnia, vedova del dittatore, le carte politiche e il denaro liquido di quest'ultimo. Intanto Lepido, nuovo proconsole della Gallia Narbonense e della Spagna Citeriore, lasciava ad Antonio il potere di occuparsi da solo della situazione: in un primo momento aveva fatto entrare a Roma alcuni soldati della legione accampata alle porte della città con l'intento di attaccare il Campidoglio, Lepido decise alla fine di partire per le sue province. Antonio trovò anche un'intesa con il suo vecchio nemico, Publio Cornelio Dolabella, che insieme a lui era stato designato console da Cesare.
A questo punto, per guadagnare tempo, con un'abile mossa Antonio permise che il senato concedesse l'amnistia ai congiurati e cercò il dialogo proprio con la massima assemblea romana. In cambio, il Senato votò la concessione dei funerali di stato per Cesare. Durante le celebrazioni accadde però che la vista del corpo del dittatore e del sangue sulla sua toga, la lettura del suo testamento generoso verso i romani e il discorso a effetto di Antonio, accendessero d'ira l'animo del popolo contro gli assassini.
Fino all'aprile del 44 Antonio mantenne comunque un atteggiamento conciliante: lasciò che i cesaricidi assumessero quelle cariche a cui Cesare li aveva designati prima che questi lo uccidessero, allontanò i veterani del defunto dittatore da Roma e propose l'abolizione della dittatura. Per sé chiese e ottenne la provincia di Macedonia (e le legioni che Cesare aveva ammassato là per la spedizione contro i parti) e per Dolabella quella di Siria. Per adesso Roma si era salvata dal caos, anche se la situazione tra Antonio e il senato era sempre più tesa.

## Dal ritorno di Ottaviano in Italia a Modena (44-43 a.C.)

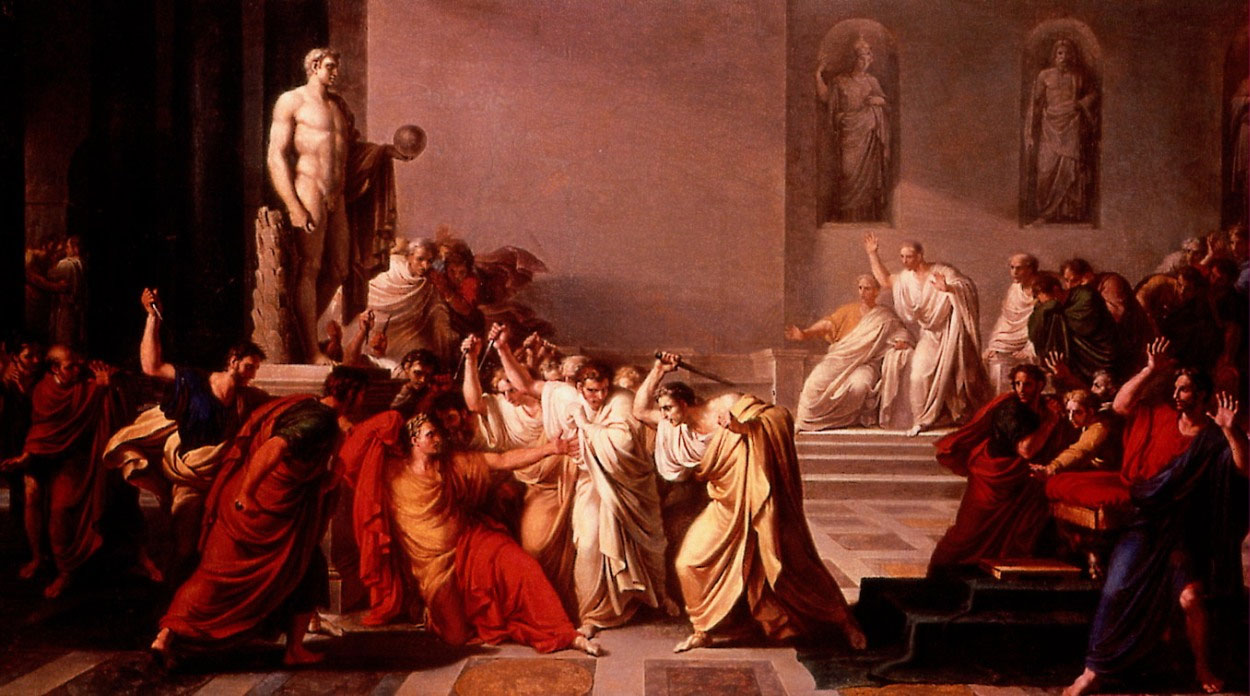
La morte di Gaio Giulio Cesare secondo Vincenzo Camuccini (1798).

La svolta a questa situazione la diede, alla fine di aprile, l'arrivo in Italia di Ottaviano, figlio adottivo ed erede di Cesare.
(Svetonio, Augustus, 10.)
Il giovane chiese ad Antonio di consegnargli l'eredità lasciatagli dal defunto dittatore ma Antonio, che aveva dilapidato i beni di Cesare, rifiutò con durezza. Ottaviano iniziò allora a lavorare per alienare simpatie ad Antonio, facendo leva sia sul proprio nome sia sul risentimento che molti provavano verso l'ex collaboratore di Cesare. Di rimando, Antonio cercò di accrescere il suo peso politico per mezzo di una legge che gli assegnava per cinque anni la Gallia Cisalpina e la Gallia Transalpina (al posto della Macedonia). Intanto i cesariani, preoccupati di questo attrito, riuscirono a fare raggiungere ai due un compromesso momentaneo.
Ben presto la situazione fu ulteriormente movimentata dalla ricomparsa sulla scena di due cesaricidi, Marco Bruto e Gaio Cassio Longino, che dopo l'amnistia avevano anche ottenuto due province (rispettivamente Creta e Cirene) e che ora pretendevano comandi militari più importanti. Minacciati da Antonio, i due fuggirono in Oriente. A questo punto, Antonio entrò in contrasto con Cicerone (che appoggiava Ottaviano), che reagì attaccandolo con la prima e la seconda Filippica.
Nell'ottobre del 44 a.C. Antonio ruppe l'armistizio con Ottaviano e si preparò a fare giungere in Italia le legioni stanziate in Macedonia. Ottaviano giocò allora d'azzardo: sebbene non avesse l'autorità per farlo, contando solo sul nome che portava, chiamò a raccolta i veterani cesariani che accorsero a migliaia. Anche alcune delle legioni della Macedonia passarono dalla sua parte. Antonio cercò allora di farlo dichiarare nemico pubblico dal Senato, ma non ci riuscì.
A questo punto decise di dirigersi nella Cisalpina per toglierla a Decimo Bruto ancora prima che il mandato di quest'ultimo fosse scaduto. Bruto ricevette dal Senato l'ordine di resistere, cosa che gli era però impossibile, perché non aveva abbastanza soldati.
Intanto, Cicerone pronunciava 'la terza e la quarta Filippica' contro Antonio, lanciando poi diversi appelli ad agire contro quest'ultimo, accusato dall'oratore di aspirare alla dittatura. Alla fine Cicerone riuscì a fare schierare il Senato contro l'ex-collaboratore di Cesare. Il primo gennaio del 43 a.C. Cicerone pronunciò la 'quinta Filippica', con la quale raccomandò l'annullamento delle leggi fatte varare di recente con la forza da Antonio, compresa quella con cui si attribuiva il governo della Cisalpina.
Per il momento il Senato non accettò queste raccomandazioni perché non voleva rompere drasticamente con Antonio, ma gli ordinò di restare fuori dalla Cisalpina. Prevedendo però il suo rifiutò, conferì l’'imperium' a Ottaviano e ordinò ai consoli Aulo Irzio e Caio Vibio Pansa di arruolare nuove truppe.
Nel frattempo era iniziata la cosiddetta guerra di Modena; Marco Antonio cingeva d'assedio la città di Modena, dove si era arroccato Bruto. Antonio si mostrò disposto a scendere a compromessi con il Senato, ma quest'ultimo, aizzato dalla campagna denigratoria di Cicerone, decise di annullare la legislazione di Antonio, proclamando nel febbraio del 43 a.C. lo stato di emergenza.
In aprile Antonio venne prima respinto nella battaglia di Forum Gallorum dalle legioni dei consoli Irzio e Pansa, rafforzate dai veterani cesariani fedeli al giovane Cesare Ottaviano; dopo pochi giorni la battaglia sotto le mura di Modena si concluse senza risultati decisivi; i consoli Irzio e Pansa Antonio furono uccisi, ma Antonio decise di abbandonare l'assedio e si ritirò nella Transalpina, dove rafforzò il suo esercito con rinforzi provenienti dalla Spagna e dalle Gallie. Alla fine dell'estate, tornò in Italia, conquistando facilmente la Cisalpina, anche perché Ottaviano si era rifiutato di unirsi a Bruto (che morì nella fuga). Poi il senato ordinò a Lepido di dirigersi contro Antonio per finirlo, ma il generale si rifiutò, ritenendo indegno combattere contro un suo vecchio compagno d'armi.

## Alleanza tra Ottaviano, Antonio e Lepido: secondo triumvirato (43 a.C.)
Sempre nell'estate del 43 a.C., dopo che il Senato gli rifiutò i fondi per pagare i soldati, Ottaviano ruppe con la suprema assemblea romana e presentò la propria candidatura a console, pur sapendo che non sarebbe stata accettata (non era neppure ventenne e non aveva quindi l'età legale minima per aspirare a questa carica). Ottaviano marciò con le truppe su Roma e vi entrò senza trovare alcuna resistenza. Divenne poi console insieme a Quinto Pedio. Dopo avere fatto ratificare con una legge la sua adozione da parte di Cesare, fece annullare l'amnistia che era stata concessa ai cesaricidi (che vennero dichiarati fuori legge) e fece istituire un tribunale speciale per giudicarli. Fece quindi annullare la sentenza che aveva dichiarato Antonio nemico pubblico dello Stato e strinse un'alleanza con lui, grazie alla mediazione di Marco Emilio Lepido. I tre si incontrarono a Bologna, dove formalizzarono l'accordo. Svetonio racconta di un episodio curioso accaduto proprio in questa circostanza:
(Svetonio, Augustus, 96.)
Con la lex Titia del 27 novembre del 43 a.C. nasceva il secondo triumvirato. Secondo l'opinione di alcuni storici, questa data segna la fine della Repubblica romana. I nuovi padroni di Roma scatenarono il terrore con le liste di proscrizione: a centinaia furono uccisi (e i loro beni confiscati), in un'opera di epurazione che, oltre a eliminare nemici e oppositori, aveva forse come scopo principale quello di procurarsi i fondi con cui pagare i soldati dei triumviri (che avevano al loro comando 43 legioni). Tra le vittime illustri delle proscrizioni ci fu Cicerone, la cui morte fu chiesta da Antonio a Ottaviano, che non esitò ad abbandonare colui che sin dall'inizio l'aveva appoggiato.

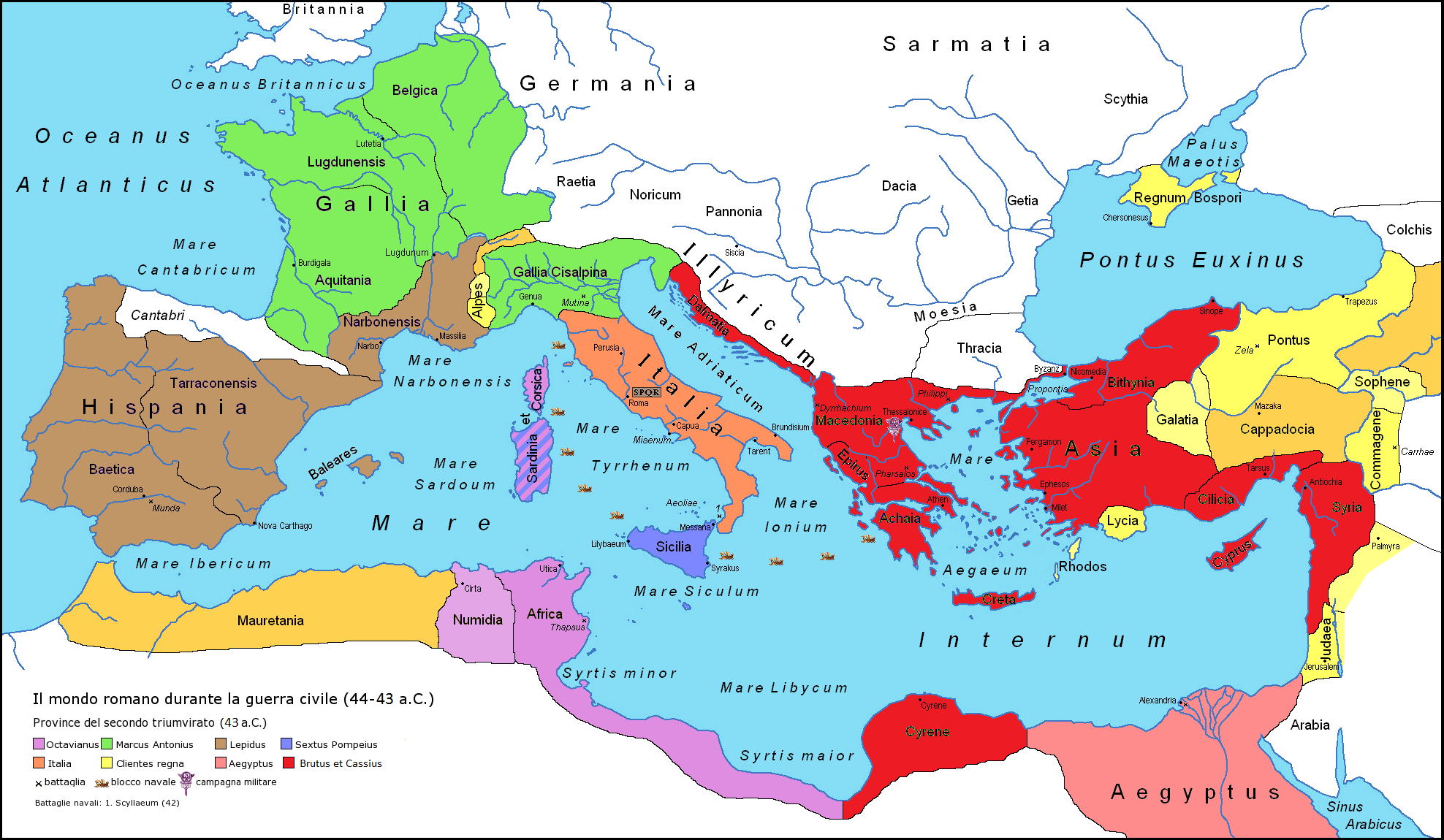
La Repubblica romana nel 43 a.C. dopo gli accordi del secondo triumvirato:
Marco Antonio
Lepido
Ottaviano
i triumviri insieme
Sesto Pompeo
I cesaricidi
Clienti di Roma
Egitto tolemaico

     Marco Antonio
     Lepido
     Ottaviano
     i triumviri insieme
     Sesto Pompeo
     I cesaricidi
     Clienti di Roma
     Egitto tolemaico

## Battaglia di Filippi (42 a.C.)

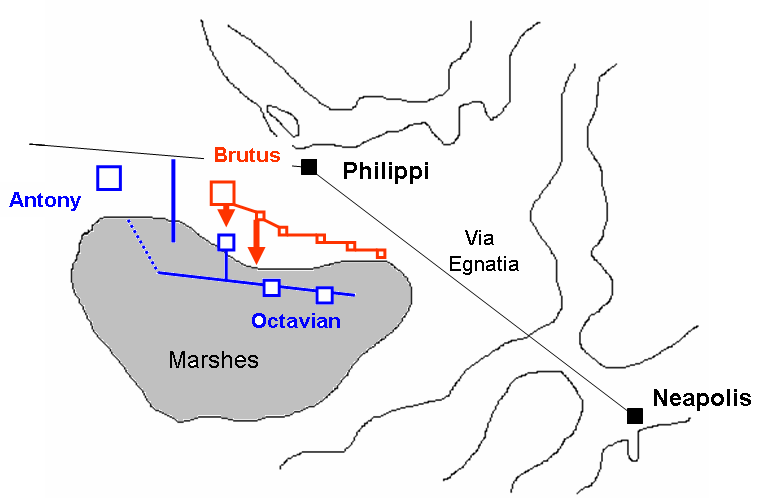
Andamento della seconda battaglia.

Dopo essersi spartiti le province i triumviri rivolsero la loro attenzione agli assassini di Cesare che intanto si erano rafforzati militarmente in Oriente (Marco Bruto e Cassio). Nel 42 a.C. le forze di Antonio e Ottaviano si scontrarono con quelle di Bruto e Cassio nella località macedone di Filippi. In realtà ci furono due battaglie di Filippi. Nella prima, Antonio sconfisse Cassio, che si tolse la vita, mentre le forze di Bruto ebbero la meglio su quelle di Ottaviano. Tre settimane dopo, invece, avvenne il secondo scontro nel quale Bruto fu rovinosamente battuto. Anche lui decise quindi di suicidarsi.

## Il triumvirato si incrina: la guerra di Perugia (41-40 a.C.)

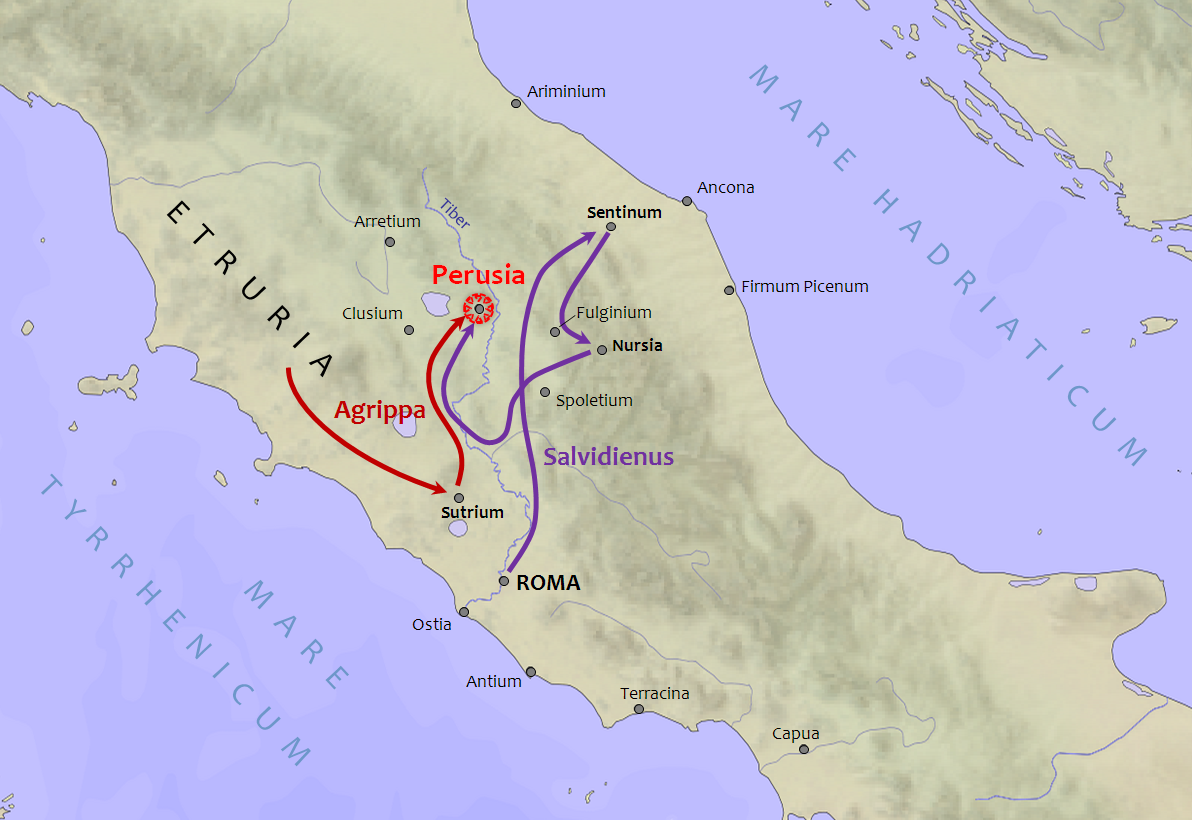
Mappa ricostruttiva della guerra di Perugia

Dato che era stato Antonio il vero flagello dei cesaricidi, era lui in questo momento a trovarsi in una posizione di maggior forza rispetto a Ottaviano, a cui fu affidato l'ingrato compito di trovare i fondi necessari per pagare i circa 100 000 soldati che avevano combattuto a Filippi e che ora dovevano essere congedati. Le confische territoriali fatte in Italia nel 41 a.C. procurarono ulteriori inimicizie a Ottaviano, sulle quali fecero leva Fulvia e Lucio Antonio, rispettivamente moglie e fratello del triumviro che ora si trovava in Oriente. Muovendosi però in maniera troppo frettolosa, i due offrirono a Ottaviano il pretesto per agire nella legalità. Lucio Antonio ammassò infatti truppe a Preneste e si recò poi a Roma, promettendo che il fratello avrebbe restaurato la Repubblica. Il Senato gli conferì l'imperium per muovere contro Ottaviano che non fu però abbandonato dalle sue truppe, che anzi si strinsero compatte intorno al loro condottiero. Alla fine, Lucio Antonio fu assediato nella città di Perugia e, lasciato solo dal fratello Marco, si arrese nell'inverno 41-40 a.C..
Dopo la fine della guerra di Perugia, Ottaviano si vendicò sterminando l'aristocrazia della città etrusca. Fulvia fu esiliata a Sicione (in Grecia) dove morì di malattia, mentre Lucio ottenne il governatorato della Spagna. L'erede di Cesare inviò quindi in Gallia il suo luogotenente Quinto Salvidieno Rufo che prese il controllo delle undici legioni che si trovavano in quella provincia e che erano rimaste prive di capi dopo la morte del loro comandante, il seguace di Antonio Quinto Fufio Caleno. In questo modo Ottaviano si impossessò di tutto l'Occidente romano.
Marco Antonio aveva perso tempo in Egitto con Cleopatra e solo dopo essere giunto ad Atene apprese dalla moglie Fulvia e da Lucio Munazio Planco notizie dettagliate dei fatti di Perugia; egli decise di potenziare le sue forze e affrontare direttamente Ottaviano. In breve tempo Antonio organizzò un nuovo sistema di alleanze per opporsi all'erede di Cesare. Sesto Pompeo e Domizio Enobarbo accettarono di collaborare con lui garantendogli una schiacciante superiorità navale e anche il fedele Asinio Pollione si unì alla nuova e sorprendente coalizione. Marco Antonio sbarcò a Brindisi e mise sotto assedio il porto.
Marco Antonio, giunto in Italia nel 40, alla fine accettò le giustificazioni addotte da Ottaviano per motivare le proprie azioni, e così i triumviri giunsero a un nuovo accordo e a una nuova spartizione dei domini, la cosiddetta "Pace di Brindisi": a Ottaviano l'Occidente e a Antonio l'Oriente, mentre a Lepido andò l'Africa. Ottaviano e Antonio rafforzarono la propria alleanza anche attraverso un matrimonio che legava le loro famiglie: Antonio, che era rimasto vedovo di Fulvia, sposò Ottavia, sorella del figlio adottivo di Cesare.

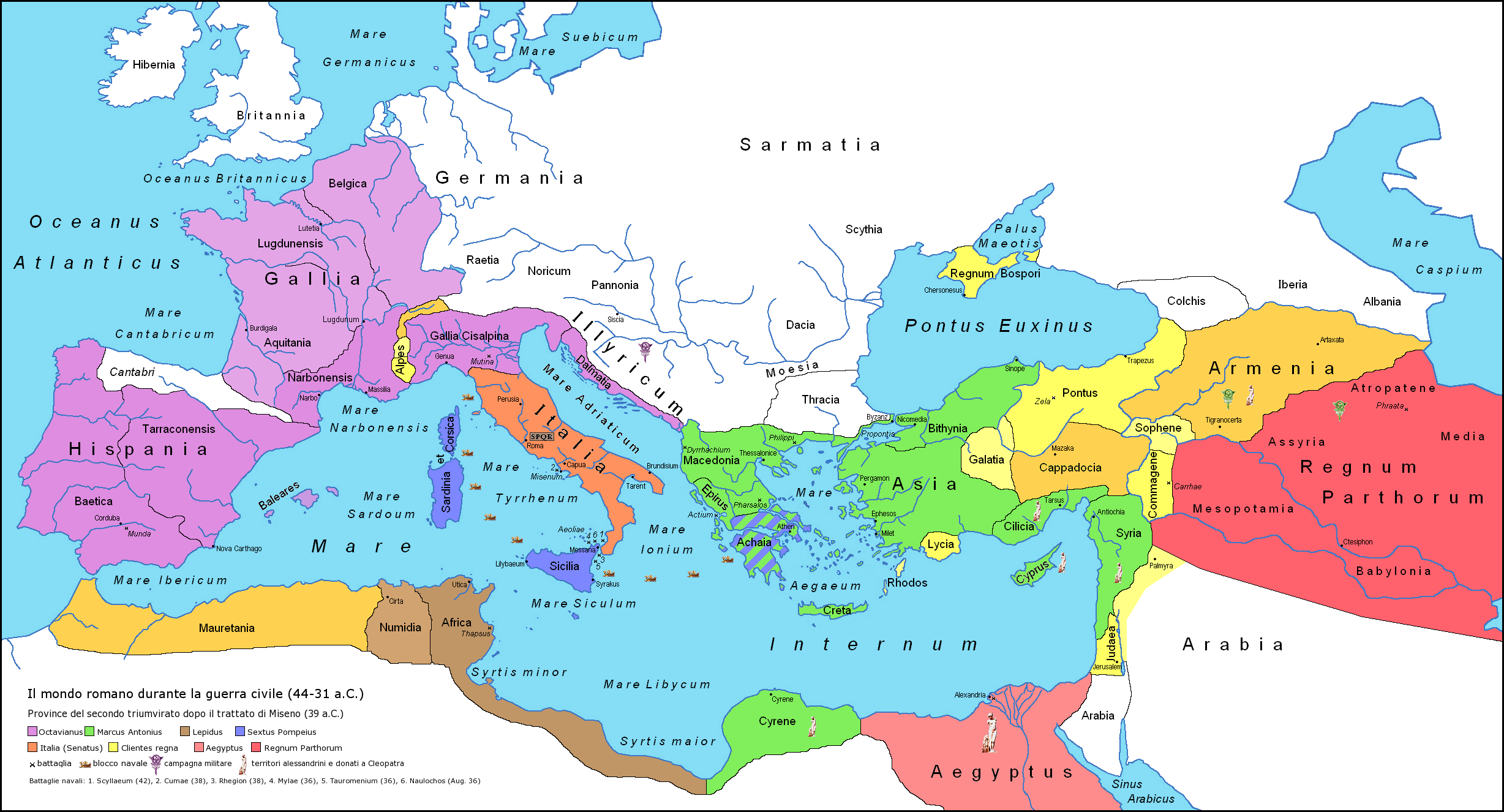
La Repubblica romana dopo la pace di Brindisi (40 a.C.) e il trattato di Miseno (39 a.C.):
Ottaviano
I triumviri insieme
Marco Emilio Lepido
Sesto Pompeo
Marco Antonio
Impero partico
Regni clienti di Roma
Egitto tolemaico

     Ottaviano
     I triumviri insieme
     Marco Emilio Lepido
     Sesto Pompeo
     Marco Antonio
     Impero partico
     Regni clienti di Roma
     Egitto tolemaico

## Dalla guerra contro Sesto Pompeo alla fine politica di Lepido (39-36 a.C.)

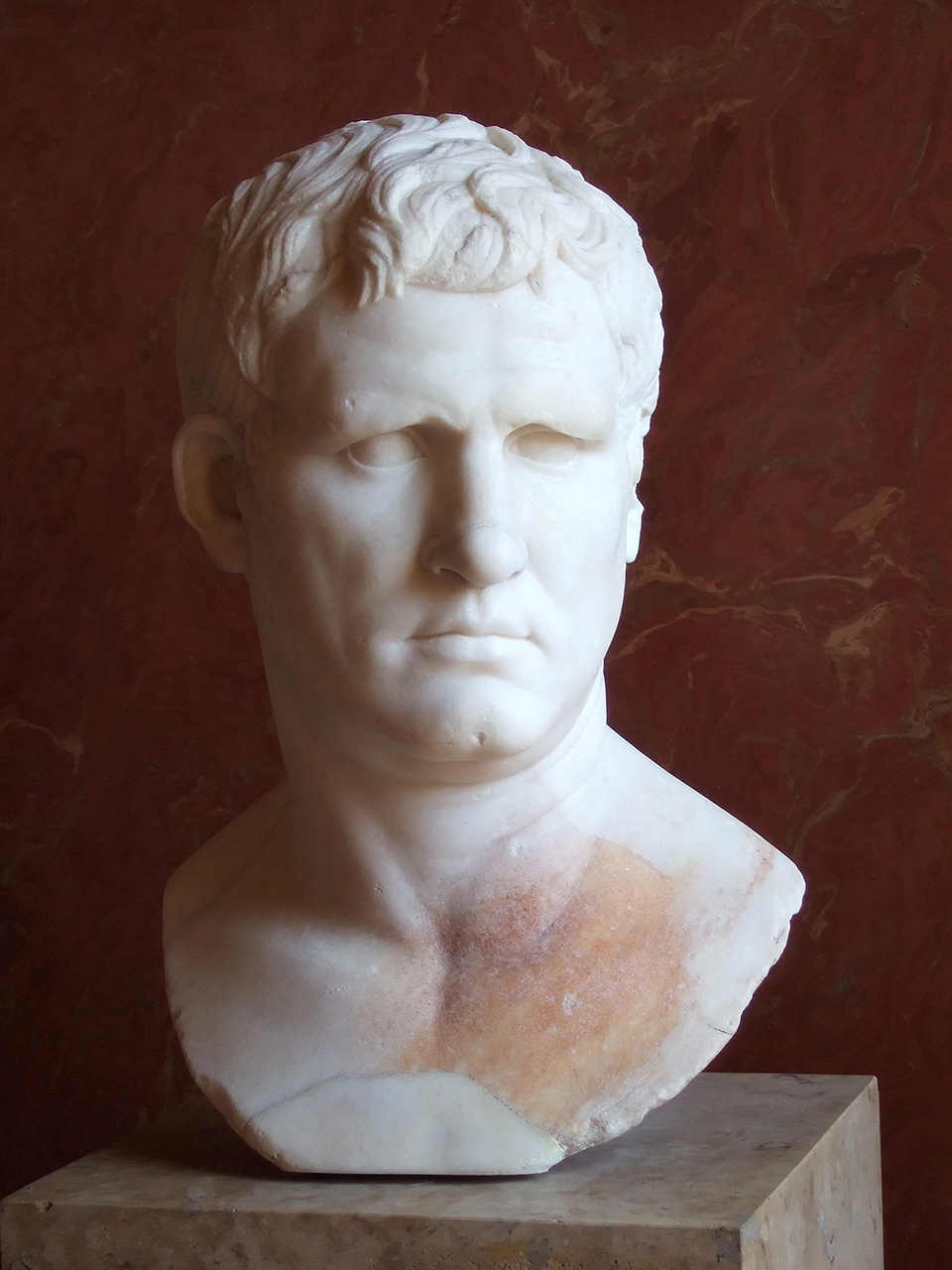
Marco Vipsanio Agrippa

Una spina nel fianco dei triumviri era Sesto Pompeo: il figlio del defunto Pompeo Magno, rifugiatosi in Spagna con quanto restava delle armate del partito pompeiano, dopo il cesaricidio era stato perdonato dal Senato, che anzi gli aveva affidato il comando della flotta nel periodo della guerra di Modena. Con questa forza navale Sesto aveva però occupato la Sicilia (42 a.C.), raccogliendo intorno a sé tutti i nemici dei triumviri. Sesto aveva quindi dato vita a un vero e proprio blocco navale contro Roma, che si era dunque trovata senza adeguati rifornimenti granari (39 a.C.). Dopo un momentaneo compromesso (che però nessuno rispettò fino in fondo), tra le due parti si riaccesero le ostilità.
(Svetonio, Augustus, 16.)

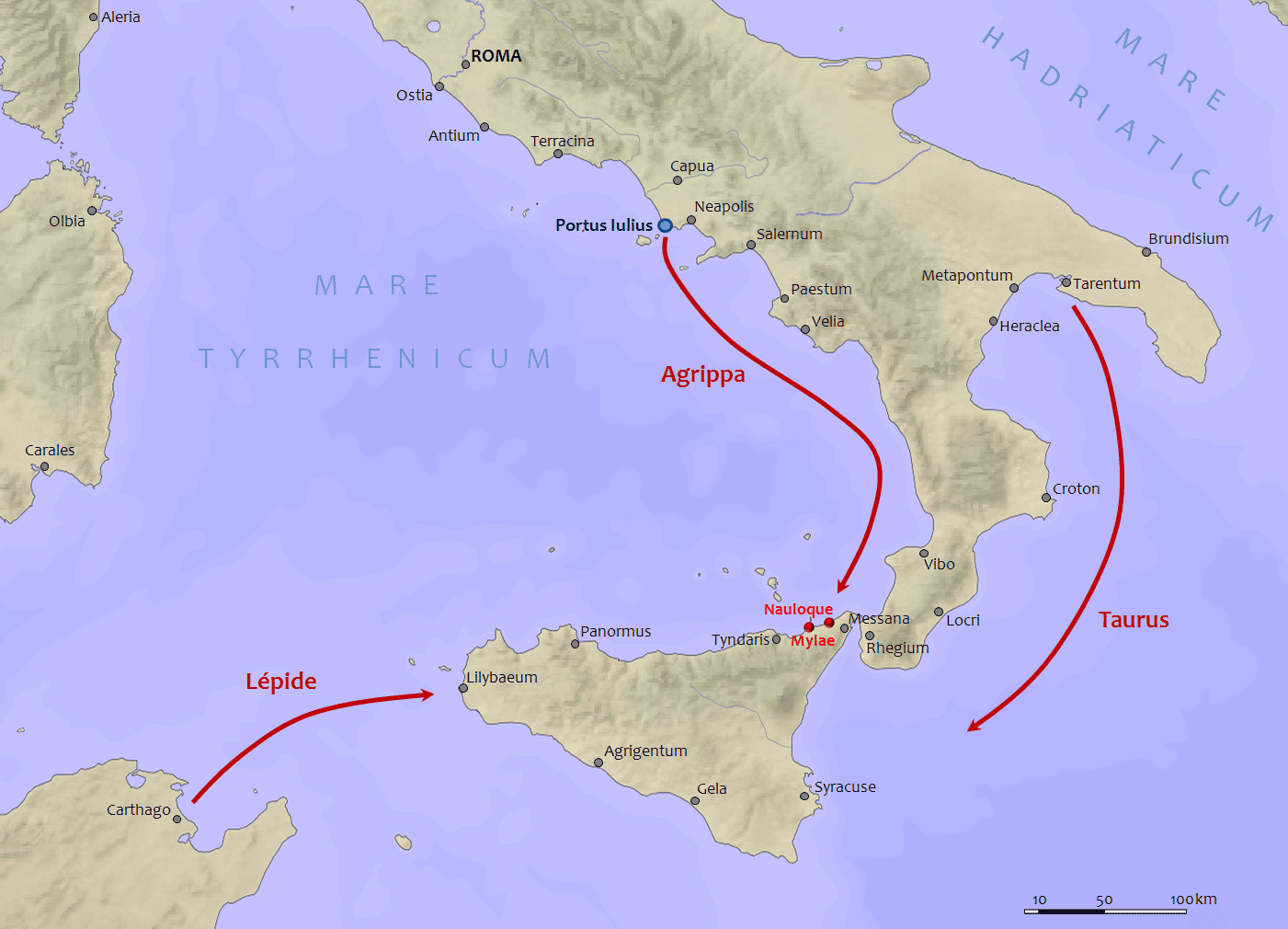
La campagna militare in Sicilia contro le forze di Sesto Pompeo

Nel 38 a.C. Ottaviano fu battuto in uno scontro navale da Sesto, riportando gravi perdite. Ottaviano richiamò allora dalla Gallia il suo legato Marco Vipsanio Agrippa e chiese anche aiuto ad Antonio, che gli promise centoventi navi in cambio di 20 000 soldati arruolati in Italia.
Dopo adeguati preparativi seguiti con grande scrupolo da Agrippa, tra cui l'inaugurazione di Portus Iulius presso Pozzuoli-Baia, la costruzione di una terza flotta (dopo che due erano state in precedenza distrutte da una tempesta) e avere liberato e trasformato 20 000 schiavi in altrettanti rematori, seguiti con grande scrupolo da Agrippa, nel 36 a.C. Ottaviano attaccò di nuovo Sesto Pompeo che venne sconfitto in battaglia tra Milazzo e Nauloco. Da quanto emerge nell'opera storica di Appiano di Alessandria, Ottaviano utilizzò Vibo Valentia come base navale per la guerra contro Sesto Pompeo. Fuggito in Oriente, Sesto fu catturato e giustiziato da un ufficiale di Antonio.
A quel punto, però, Ottaviano dovette fare fronte alle ambizioni di Lepido, il quale riteneva che la Sicilia dovesse toccare a lui e, rompendo il patto di alleanza, mosse per impossessarsene con venti legioni. Sconfitto però rapidamente, dopo che i suoi soldati lo abbandonarono passando dalla parte di Ottaviano, Lepido fu infine confinato al monte Circeo, pur conservando la carica pubblica di pontifex maximus (che egli aveva ricevuto per volere di Antonio dopo la morte di Cesare). Ottaviano, poi, si riconciliò con il Senato e intraprese una serie di campagne militari nell'area balcanica.

## Ottaviano contro Antonio, fino ad Azio (31 a.C.)

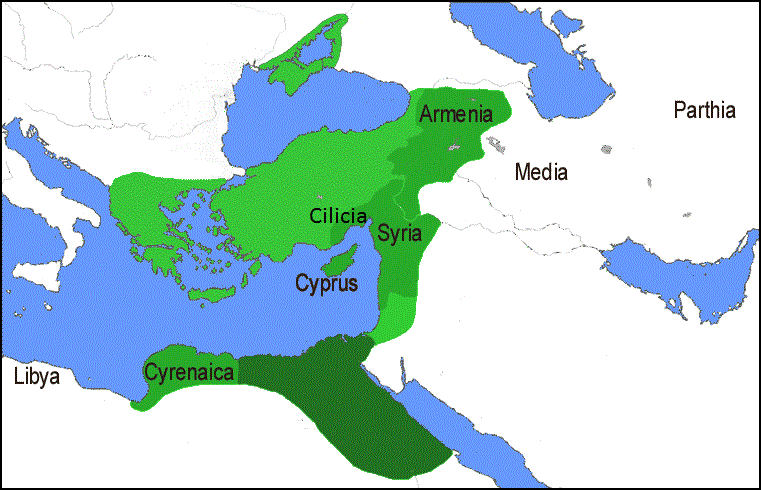
Domini di Antonio e Cleopatra nel 34 a.C. (in verde)

Negli anni che erano seguiti alla battaglia di Filippi, l'interesse di Antonio si era rivolto principalmente all'Oriente, con l'intento di portare avanti quella campagna militare contro i Parti precedentemente progettata da Cesare. Intanto Antonio era entrato in stretti rapporti con la regina egiziana Cleopatra, con la quale ebbe una relazione amorosa. Nel frattempo, tra il 40 e il 37 a.C., approfittando della situazione caotica che Roma stava vivendo, i Parti avevano occupato gran parte dell'Asia Minore, della Siria e della Giudea. Ben presto però, a causa di conflitti dinastici, il regno dei Parti entrò in crisi, e così nel 36 a.C. Antonio decise che il momento era propizio per iniziare la spedizione pianificata da Cesare. Egli intendeva riprendere i piani di Cesare e marciare sul regno dei Parti passando per l'Armenia, dopo il suo luogotenente Publio Canidio aveva già raggiunto importanti successi, e quindi la Media. Dopo alcuni illusori successi iniziali Antonio dovette però battere in ritirata. Tentò poi una seconda spedizione nel 34 a.C., anche questa con risultati molto limitati. Nel frattempo Antonio aveva ripudiato Ottavia, sorella di Ottaviano, e aveva riallacciato la sua relazione con Cleopatra.
La scelta per Antonio si rivelò esiziale: nel 34 a.C., ad Alessandria d'Egitto, Antonio proclamò pubblicamente che Cesarione (il figlio che Cleopatra aveva avuto da Cesare) era il legittimo erede di Cesare e gli diede il titolo di re dei re (Cleopatra regina dei re). Madre e figlio poterono esercitare il potere su Egitto e Cipro, mentre i tre figli che Antonio aveva avuto da Cleopatra avrebbero regnato su diverse zone dell'Oriente. Tutto ciò scatenò l'indignazione generale dei Romani. Cavalcando questa situazione, Ottaviano riuscì a screditare definitivamente Antonio, dopo che nel 33 a.C., il triumvirato non venne rinnovato e, cosa ben più grave, Antonio ripudiò la sorella di Ottaviano con un affronto per quest'ultimo intollerabile. Svetonio aggiunge infatti che nel 32 a.C.:
(Svetonio, Augustus, 17.)
In seguito quando fece dichiarare nemico pubblico Antonio, gli rimandò i suoi parenti e i suoi amici, tra cui i consoli Gaio Sosio e Domizio Enobarbo.

Mappa della battaglia di Azio.

Nel 31 a.C. Ottaviano ottenne il consolato e la dichiarazione di guerra contro Cleopatra, che intanto si era spostata in Grecia con il suo esercito e con Antonio. Contro quest'ultimo Roma non prese provvedimenti in maniera esplicita, ma ormai era considerato un mercenario al soldo della regina straniera. Lo scontro finale avvenne il 2 settembre del 31 a.C. nella baia di Azio. La battaglia di Azio finì con la sconfitta e la fuga di Cleopatra e Antonio in Egitto. Ottaviano non poté inseguirli subito, perché costretto a domare una rivolta dei suoi soldati.
(Svetonio, Augustus, 17.)
All'inizio del 30 a.C. si diresse in Egitto, deciso a terminare la guerra. Qui assediò Alessandria, dove Antonio si era rifugiato con Cleopatra, e in breve se ne impossessò. Antonio fece un ultimo tentativo di pace, ma Ottaviano lo costrinse a uccidersi, vedendone infine il suo cadavere. Desiderava, invece, che Cleopatra rimanesse in vita poiché aveva intenzione di riservarla per il suo trionfo, tanto che utilizzò la pianta dello psillio per fare in modo di succhiare il veleno dalle sue vene, in quanto si pensava fosse morta a causa del morso di un aspide. Concesse ai due amanti l'onore di una sepoltura comune, portando a termine il sepolcro che essi stessi avevano iniziato a costruire.

## Conseguenze

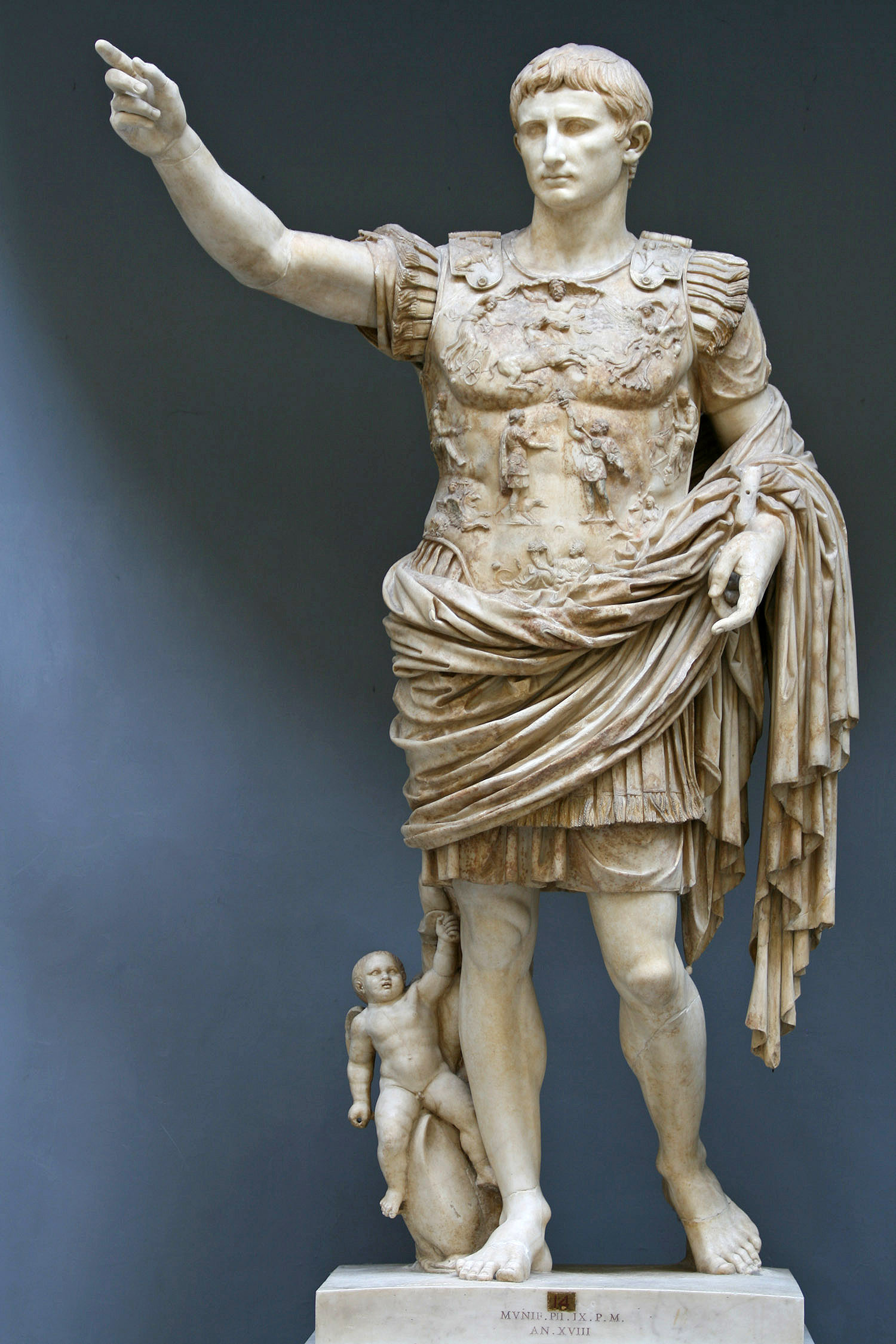
L'Augusto loricato

### Reazioni immediate
Il figlio maggiore dei due figli avuti con Fulvia, Marco Antonio Antillo, che si era rifugiato presso la statua del divino Giulio, supplicando la sua grazia, venne messo a morte. Poi fu la volta di Cesarione, figlio di Cleopatra, che la regina diceva di avere avuto da Cesare, dopo averlo arrestato mentre fuggiva. Riguardo invece ai figli che Antonio aveva avuto dalla regina, li trattò come se fossero suoi parenti, risparmiando loro la vita e, più tardi, li aiutò. Svetonio aggiunge che Ottaviano:
(Svetonio, Augustus, 18.)

### Impatto sulla storia
Decise di annettere il Regno tolemaico d'Egitto (30 a.C.), compiendo l'unificazione dell'intero bacino del Mediterraneo sotto Roma, e facendo di questa nuova acquisizione la prima provincia imperiale, governata da un proprio rappresentante, il prefetto d'Egitto. L'imperium di Ottaviano su questa provincia venne probabilmente sancito da una legge comiziale già nel 29 a.C., due anni prima della messa in opera del nuovo assetto provinciale.
Ottaviano era ormai il signore indiscusso di Roma. Tre anni dopo, con l'assunzione del titolo di princeps, Ottaviano avrebbe posto definitivamente fine al regime repubblicano, dando così inizio all'età imperiale, che in questa prima fase è conosciuta con il nome di Principato.

### Fonti secondarie
- Giuseppe Antonelli, Augusto, Newton Compton, 2012, ISBN 978-88-541-4336-4.